# Malcolm Greene Chace
Malcolm Greene Chace (Central Falls, 12 de março de 1875 - 16 de julho de 1955) foi um finaceiro, industrialista e tenista amador estadunidense. Foi campeão em duplas do US Open. 